# Grupos de Autodefensa Comunitaria
Los Grupos de Autodefensa o Guardias Comunitarias son un grupo de civiles armados y un movimiento de resistencia contra grupos delictivos, mayoritariamente aguacateros o limoneros que toman las armas para defenderse de los ataques de los cárteles mexicanos, más notablemente La Familia Michoacana, Los Caballeros Templarios y El Cártel de Jalisco Nueva Generación, aunque actualmente abundan grupos que se hacen llamar "Autodefensas", el concepto en México hace referencia a los que se formaron a principios del 2013, con el propósito de enfrentarse a las organizaciones delictivas que aquejan a los estados de Michoacán, Guerrero y Jalisco.
De acuerdo con Jaime Rivera, recurrieron a las armas “en defensa propia, cansados de los crímenes y abusos de los Caballeros Templarios y de la inacción o complicidad de los gobiernos”.

## Antecedentes
La formación de los Grupos de Autodefensa es la supuesta respuesta de la población afectada por grupos criminales. En un inicio los conflictos territoriales de estas organizaciones delictivas no incluían el ataque y daños a civiles pero desde la aparición de la Familia Michoacana y posteriormente los Caballeros Templarios esta situación cambió.
Además del tráfico de drogas que regularmente hacían en el estado de Michoacán, la seña particular que distinguió a los Caballeros Templarios de sus antecesores de la región, fue la constante inclusión de la violencia desmedida ante sus víctimas así como el cobro de derecho de piso principalmente a empresas que lavaban dinero de otros carteles como el CJNG y los Zetas.

## Historia
En la comunidad de La Ruana, pueblo de Felipe Carrillo Puerto, Hipólito Mora Chávez convocó a una reunión a los locales, invitándolos a levantarse en armas contra el crimen organizado. El mismo día en la comunidad de Tepacaltepec otro grupo liderado por José Manuel Mireles se armó en contra de los carteles, naciendo ese día las Autodefensas, cuyos líderes son vinculados directamente con el Cartel de Jalisco Nueva Generación como Juan José Farías Álvarez.

### Comunicaciones
Se les ha visto comunicarse mediante radios telefónicos y también con radios de onda corta. La llamada ''gabacha'' es un receptor y transmisor de radio que usan para comunicarse entre ellos y, puesto que captan también las señales de grupos enemigos, sirven para espiar a los carteles que usan también este aparato; el nombre más popular de este aparato es "escáner".

### Armamento
Estos grupos iniciaron con pequeñas armas, mosquetones, rifles calibres 22 (armas reglamentariamente permitidas por la SEDENA), pero poco a poco las autoridades fueron decomisando armas de grueso calibre (M4, AKM, MP5, G3, M60). Incluso se han visto con rifles de francotirador BARRETT calibre 50; esta es una de las razones por las que el gobierno federal ordenó el desarme de las autodefensas, el cual no se ha llevado a cabo en su totalidad.
Se les ordenó registrar sus armas ante la SEDENA y tenerlas en sus domicilios exclusivamente, dándoles a los elementos que se unieran a la fuerza rural, o a las guardias rurales armas reglamentarias m4. Actualmente hay muchas quejas porque se les da preferencia a ciertos grupos sobre otros.

### Vehículos
Cuentan con diferentes tipos de vehículos de diferentes marcas y modelos recientes, en su mayoría robadas a Los Caballeros Templarios y proporcionados por el CJNG. También han publicado fotos de vehículos blindados artesanalmente.

## Actividad
De acuerdo con la Recomendación No. 3VG /2015 emitida por la Comisión Nacional de los Derechos Humanos las principales actividades de los Grupos de Autodefensa desde 2013 son: 
- El 24 de febrero del 2013, Primera aparición pública de los grupos de autodefensa en los municipios de Buenavista y Tepalcatepec
- El 5 de marzo del 2013,[6] la comisaría de Buenavista Tomatlán fue tomada por un grupo de autodefensa
- El 7 de marzo del 2013, el entonces Secretario de Gobierno de Michoacán, informó de la detención de 34 personas como resultado de un operativo de la SEDENA
- El 9 de marzo del 2013, la PGR informó que las personas detenidas el 7 de marzo podrían tener posibles nexos con el cártel Jalisco Nueva Generación
- El 21 de mayo del 2013, la SEGOB en conferencia de prensa informó que las fuerzas del Ejército mexicano se desplegarían en Michoacán con el propósito que las fuerzas federales tomaran el control de la seguridad.
- El 24 de julio de 2013, grupos de autodefensa tomaron la alcaldía de Aquila.
- El 30 de julio de 2013,[7] un miembro del Consejo Ciudadano de Autodefensa de Tepalcatepec, denunció los altos índices de criminalidad que prevalecían en el estado de Michoacán así mismo, vinculaba posibles nexos del Gobernador de Michoacán con los Caballeros Templarios.
- El 5 de agosto de 2013,[8] El Ejército, la Armada, Policías Federales, Estatales y Ministeriales ingresaron a la comunidad de Aquila.
- El 29 de diciembre de 2013, un grupo de autodefensa liderado por José Manuel Mireles Valverde,[9] tomó la cabecera municipal de Churumuco.
- El 4 de enero del 2014,[10] elementos autodefensas tomaron las instalaciones de la Dirección de Seguridad Pública de Parácuaro, Michoacán.

## Regularización
Muchos de los grupos de autodefensa han sido reformados en cuerpos de guardias rurales o fuerza rural, los primeros bajo el mando de la SEDENA y los segundos bajo el mando de la Policía Estatal. Aunque varios grupos siguen estando sin registrarse ni tampoco sus armas.

## Acuartelamiento
Las Policías Comunitarias cuentan con varias formaciones en la zona del estado de Guerrero, principalmente en la Región de Costa Chica, Montaña y la Sierra, así como en el Balsas, colindando con el estado de Morelos. También hay contingentes en Michoacán, en la región de Tierra Caliente, así como en Chapala, avecindado con Jalisco.